# بوب هنتر
بوب هنتر (بالإنجليزية: Bob Hunter)‏ هو كاتب العمود وصحفي أمريكي، ولد في 19 مارس 1913، وتوفي في 21 أكتوبر 1993.